# Cootamundra
Cootamundra är en ort i Australien. Den är belägen i kommunen Cootamundra-Gundagai och delstaten New South Wales, i den sydöstra delen av landet, omkring 300 kilometer väster om delstatshuvudstaden Sydney.
Runt Cootamundra är det mycket glesbefolkat, med 5 invånare per kvadratkilometer.. Det finns inga andra samhällen i närheten. 
Trakten runt Cootamundra består till största delen av jordbruksmark. Genomsnittlig årsnederbörd är 875 millimeter. Den regnigaste månaden är februari, med i genomsnitt 156 mm nederbörd, och den torraste är oktober, med 36 mm nederbörd.